# Куприковий м'яз
Куприковий м'яз (M. COCC YGEUS) – м'яз, розміщений у задньобоковій частині дна малого таза. 
Початок: сіднича кістка і тазова поверхня крижово-остистої зв’язки. 
Прикріплення: бокові краї IV, V крижових хребців та куприка, крижово-остиста зв’язка. 
Функція: утворюючи задній відділ діафрагми тазу, зміцнює тазове дно.